# Apicia porrigaria
Apicia porrigaria är en fjärilsart som beskrevs av Dyar 1916. Apicia porrigaria ingår i släktet Apicia och familjen mätare. Inga underarter finns listade i Catalogue of Life.